# Direttore d'orchestra

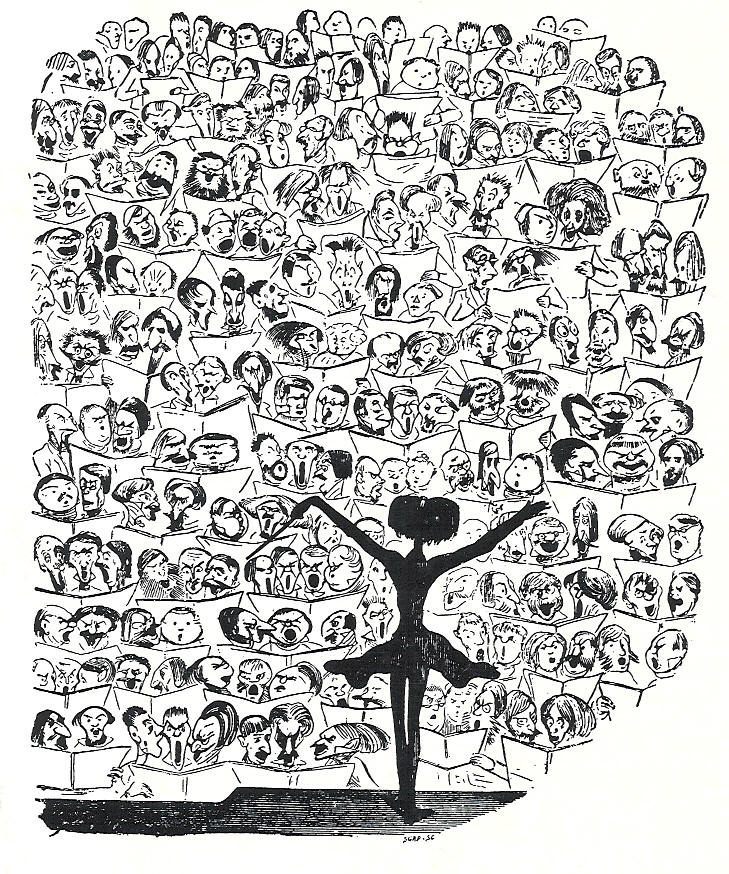
Hector Berlioz, pioniere della direzione, dirige un coro. Disegno di Gustave Doré

In musica, la direzione è la pratica con cui un gruppo di musicisti viene coordinato da una figura professionista nell'esecuzione di una composizione. Tale funzione è assunta dal direttore, detto anche direttore d'orchestra quando si rapporta con un'orchestra, direttore di coro o Maestro del coro con un coro e direttore di banda con una banda. Usualmente ci si rivolge a questi con l'appellativo di Maestro, termine che viene anche utilizzato per riferirsi ai docenti di musica o ai musicisti di alto livello.
Il direttore ha innanzitutto un ruolo interpretativo, cioè fa le scelte musicali fondamentali (andamento, tempo, dinamiche) illustrando a cantanti solisti, coristi e strumentisti la propria impostazione generale del componimento musicale da eseguire. Inoltre, ha una funzione di concertazione, ed è d'aiuto per la coordinazione dei musicisti durante le prove e l'esibizione, indicando il tempo e gli ingressi delle voci.

## Denominazioni
Le istituzioni liriche, sinfoniche e cameristiche danno diverse denominazioni al ruolo affidato a un direttore d'orchestra, fra le quali direttore stabile, direttore musicale, direttore principale, direttore ospite principale. Come con altre figure musicali di spicco e autorevolezza, ai direttori si dà il titolo referenziale di Maestro. Il Maestro del coro prepara il coro, soprattutto se affiliato a un ente lirico. Il Maestro d'orchestra, formula più rara, prepara l'orchestra. In lingua tedesca è anche d'uso il termine Kapellmeister (che corrisponde all'italiano Maestro di cappella). A seconda della posizione occupata, il direttore decide o influenza la programmazione del cartellone o della stagione concertistica.

## Storia

### Dal Medioevo al Seicento

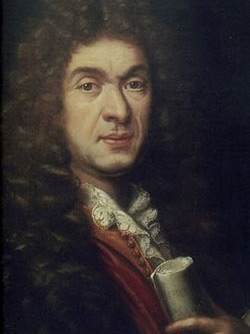
Ritratto di Jean-Baptiste Lully, la cui nota tragedia è testimonianza della prassi direttoriale del suo tempo.

Una prima forma di direzione può essere considerata la chironomia, ovvero l'uso, soprattutto in epoca medievale, di gesti della mano per indicare l'andamento delle melodie. Nella tradizione ecclesiastica cristiana, la persona che dava tali segni usava un grosso e visibile bastone che stava a rappresentare il suo ruolo. Con la crescita dell'importanza del ritmo nella musica, il bastone cominciò a essere battuto sul pavimento e mosso in su e in giù per indicare la pulsazione metrica, prendendo le veci di quella che sarà poi la bacchetta da direzione.
Il ruolo del direttore, così come lo si conosce oggi, in realtà non nasce subito (bisognerà aspettare la seconda metà del XIX secolo), ma si sviluppa molto lentamente nel corso dei secoli, per poi sottoporsi a un lungo processo di mutamenti e adattamenti al repertorio di pratica comune. Nel XVI e Seicento, oltre al bastone, vennero introdotti altri strumenti per scandire il tempo, come testimoniano illustrazioni d'epoca: si muovevano fogli di carta arrotolati, sottili bastoncini o semplicemente le proprie mani. A questo riguardo è nota la tragedia che coinvolse il compositore Jean-Baptiste Lully, il quale, l'8 gennaio 1687, mentre dirigeva un'esecuzione solenne del suo Te Deum in occasione della guarigione del Re Sole, si colpì un piede con la punta del bastone da direzione che batteva sul pavimento ligneo del palco. La ferita sviluppò una gangrena, che si diffuse rapidamente in tutta la gamba, ed i medici consigliarono di farsi amputare l'arto a Lully, il quale rifiutò; la situazione peggiorò così velocemente che il musicista morì due mesi dopo..

### Il Settecento
Nella musica da camera e orchestrale del Settecento, era un membro dell'ensemble a fare le veci del direttore. Talvolta si trattava del primo violino, Konzertmeister in tedesco, che usava l'arco come bacchetta, o di un liutista che muoveva il collo a tempo con la pulsazione. Per i pezzi che avevano una parte di basso continuo, era prassi che si dirigesse dal clavicembalo. Nel teatro musicale c'erano solitamente due figure di guida, il tastierista che si occupava dei cantanti, e il primo violino che curava l'orchestra. In presenza del compositore di cui si eseguiva il brano, era l'autore stesso a concertare e dirigere, generalmente seduto al clavicembalo. Chi aveva questo incarico, in ogni caso, era solito avere sul proprio leggio una piccola partitura condensata in cui erano indicate le principali linee melodiche e di accompagnamento. Con l'aumentare della complessità delle composizioni e del numero dei musicisti coinvolti, fu necessario introdurre la figura di un apposito esecutore senza strumento che si potesse occupare solo della concertazione e della coordinazione tra gli esecutori, leggendo da una partitura completa e dando indicazioni verbali, uditive e gestuali.
Il primo personaggio formatosi come direttore d'orchestra intorno al periodo preclassico (1730-1750) fu Johann Stamitz, direttore dell'orchestra stabile di Mannheim, considerata la migliore orchestra di quel periodo, tanto che Wolfgang Amadeus Mozart soggiornò nella città in varie occasioni per imparare le tecniche esecutive dell'orchestra. Successore di Stamitz alla direzione dell'orchestra fu Christian Cannabich fra il 1774 e il 1798.

### L'Ottocento

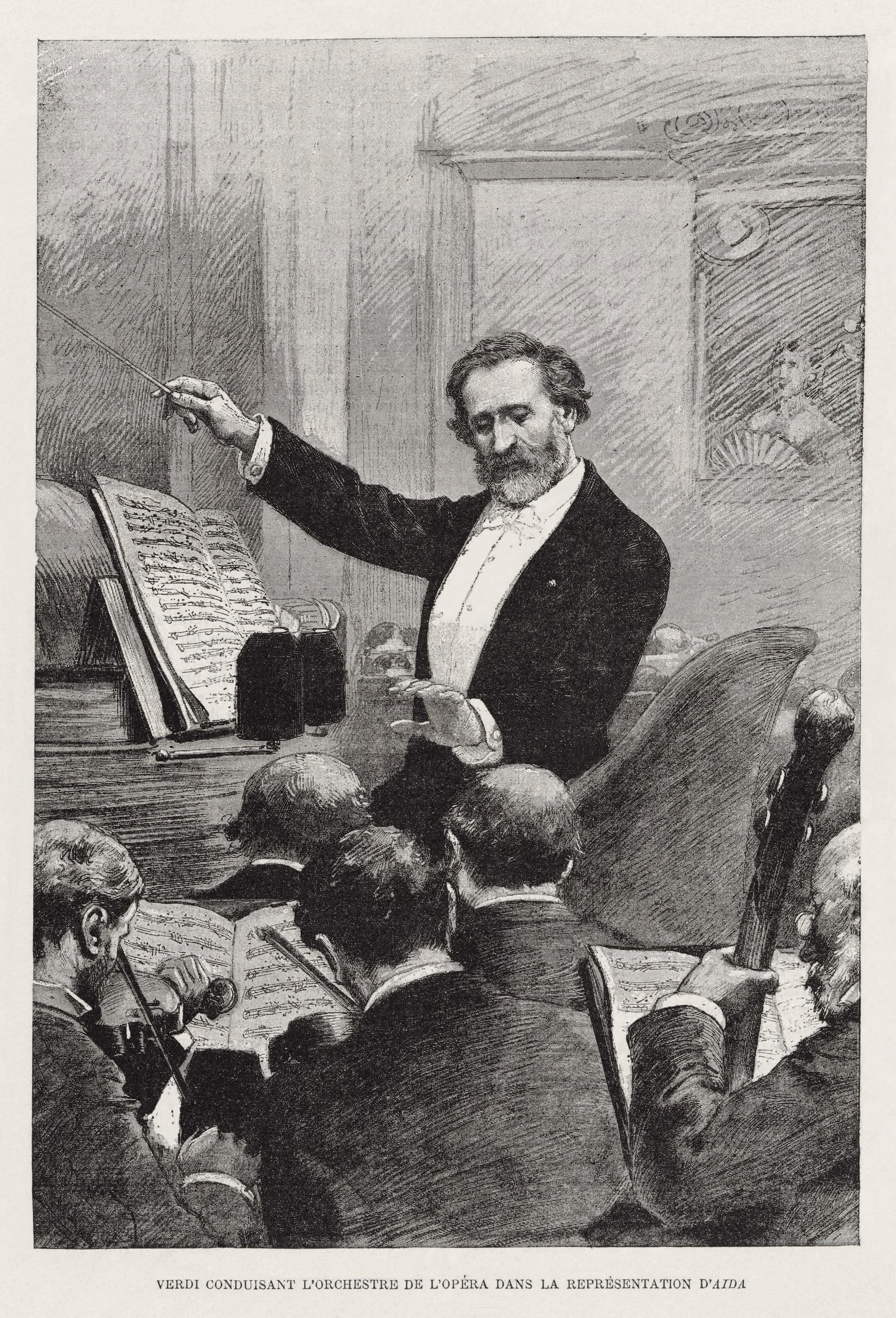
Giuseppe Verdi dirige la première della sua Aida all'Opéra di Parigi, 22 marzo 1880. L'illustrazione di Adrien Marie fu pubblicata il 3 novembre 1881 nella rivista La Musique populaire.

Nei primi dell'Ottocento si era ormai affermata la norma per cui molte esecuzioni richiedevano un direttore non impegnato nel suonare uno strumento, bensì totalmente dedicato all'orchestra. L'organico orchestrale si ingrandì e la bacchetta si sostituì all'uso delle mani o di fogli arrotolati in quanto più visibile. Nella figura del compositore, per tradizione capace pianista, si identifica un'efficace identità direttoriale: fra i primi sperimentatori del ruolo vanno infatti ricordati i compositori Louis Spohr, Carl Maria von Weber, Louis-Antoine Jullien e Felix Mendelssohn. Mendelssohn era estremamente rigoroso nel condurre l'orchestra, tanto da imporre la propria volontà in modo piuttosto dispotico, ma con risultati di indubbio valore.
I compositori Hector Berlioz e Richard Wagner conseguirono una grande fama grazie alla direzione d'orchestra, e scrissero due dei primissimi saggi in materia. Berlioz è considerato il primo virtuoso della direzione, fu il primo a teorizzare l'impiego della bacchetta e l'uso di dirigere rimanendo in piedi. A Wagner si deve l'idea del direttore che impone la propria visione del pezzo da eseguire, contrapposta alla semplificazione del direttore responsabile solo per gli attacchi e per una pulsazione unificata. 
François-Antoine Habeneck, fondatore dell'Orchestre de la Société des Concerts du Conservatoire (1828), è considerato il primo vero direttore d'orchestra professionista. Pur essendo violinista, fu il primo ad abbandonare l'abitudine di suonare la parte insieme al primo violino e a sostituire sul leggio lo spartito relativo con quello completo dell'orchestra; suo è anche il merito di aver diffuso la conoscenza presso il grande pubblico delle sinfonie di Ludwig van Beethoven.
Hans von Bülow, associato spesso alla figura di Wagner per via di vicende personali e professionali, ebbe molto successo come direttore, pur mantenendo parallelamente la sua iniziale carriera di pianista concertista, nella quale eccelse a livello internazionale. Studente di Franz Liszt e particolarmente stimato da quest'ultimo, ne sposò la figlia Cosima, che lo avrebbe poi abbandonato proprio per Wagner. Liszt stesso fu una pietra miliare nella storia della direzione, presiedendo a performance molto apprezzate.
Bülow alzò gli standard tecnici della direzione a un livello mai raggiunto prima. Fra le innovazioni che introdusse si ricordano le prove a sezioni, in cui i singoli settori dell'orchestra preparavano separatamente e dettagliatamente le proprie parti. Impegnato con quella che sarebbe diventata l'Opera di Stato della Baviera, con l'Orchestra della Corte di Meiningen e con la Berliner Philharmonisches Orchester realizzò performance di una tale precisione e sottigliezza da essere state sentite precedentemente solo in esecuzioni solistiche. Questa attività ebbe un grande impatto sulle generazioni di giovani artisti dell'epoca, fra cui spiccano Richard Strauss, suo assistente a vent'anni, e Felix Weingartner, che criticò le interpretazioni di Bülow, pur tenendo in gran considerazione i nuovi canoni applicati all'organizzazione degli equilibri orchestrali. Come Bülow in Germania, in Italia Angelo Mariani fu uno dei primi e più richiesti direttori d'orchestra di professione.

### Il Novecento

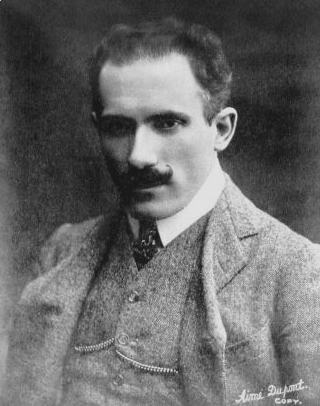
Arturo Toscanini fotografato nel 1908.

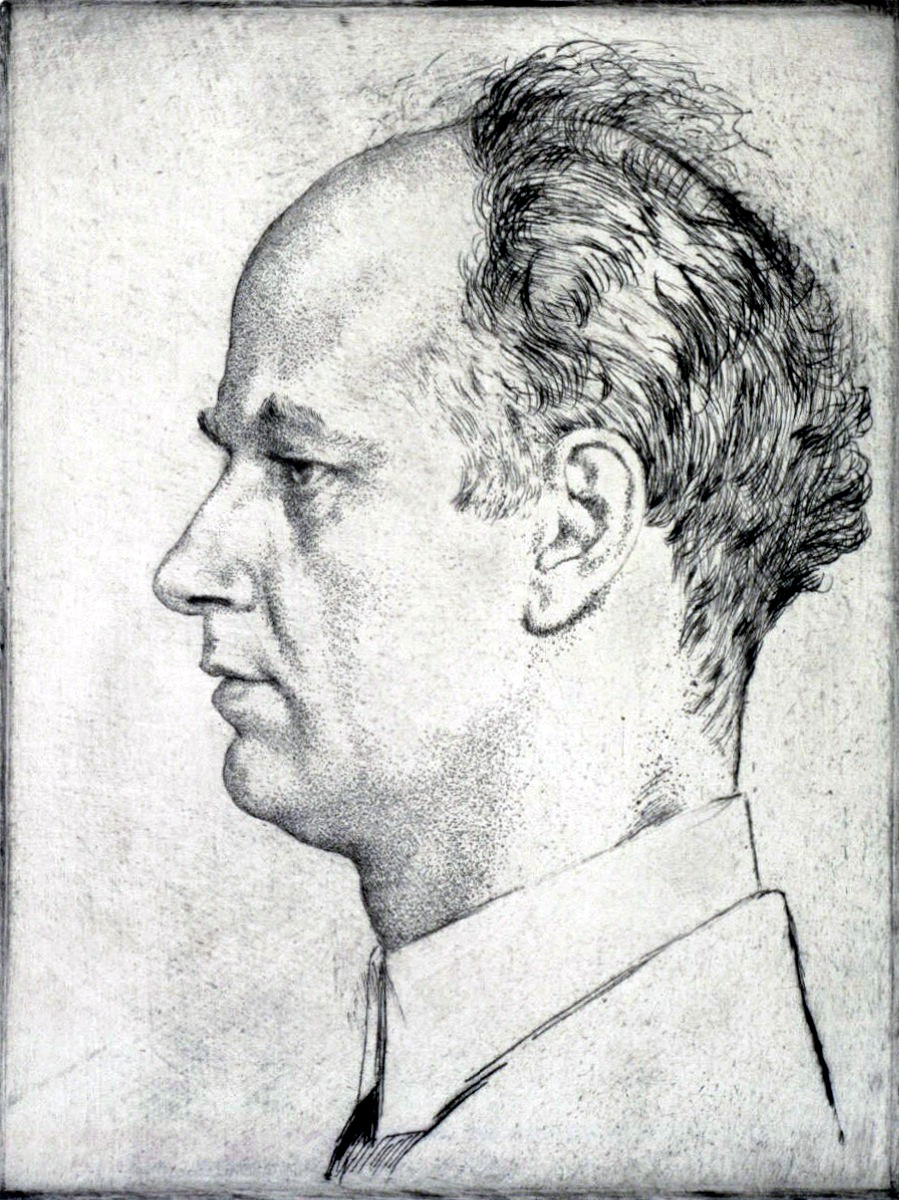
Wilhelm Furtwängler ritratto nel 1928.

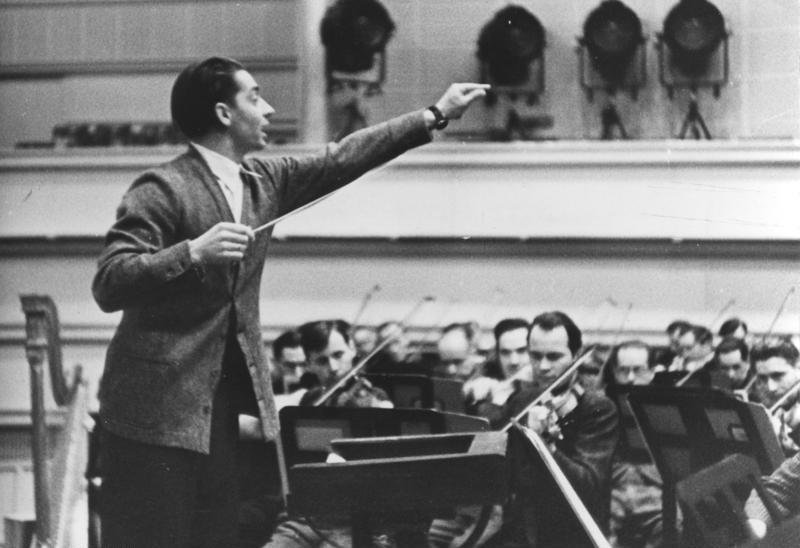
Herbert von Karajan dirige i Wiener Philharmoniker nel 1941.

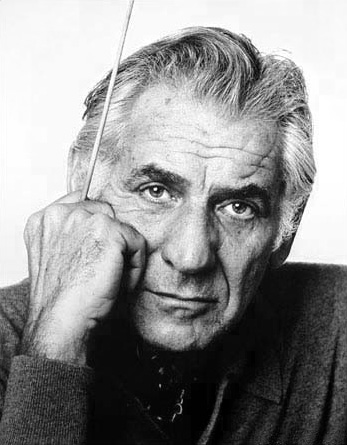
Leonard Bernstein fotografato da Jack Mitchell.

La successiva generazione di direttori determinò nuovi canoni per la direzione. L'esponente forse più importante di questo rinnovamento fu Arthur Nikisch, ungherese di nascita, che succedette a Bülow come direttore musicale dei Berliner Philharmoniker nel 1895. Precedentemente era stato a capo dell'Opera di Lipsia, della Boston Symphony Orchestra e dell'Orchestra del Gewandhaus di Lipsia, e sarebbe inoltre divenuto presto direttore principale della London Symphony Orchestra. Nikisch diresse importanti première di Anton Bruckner e Pëtr Il'ič Čajkovskij, il quale apprezzava molto la sua tecnica; Johannes Brahms, dopo aver ascoltato la direzione di Nikisch della sua quarta sinfonia, la definì "esemplare, impossibile da eguagliare."

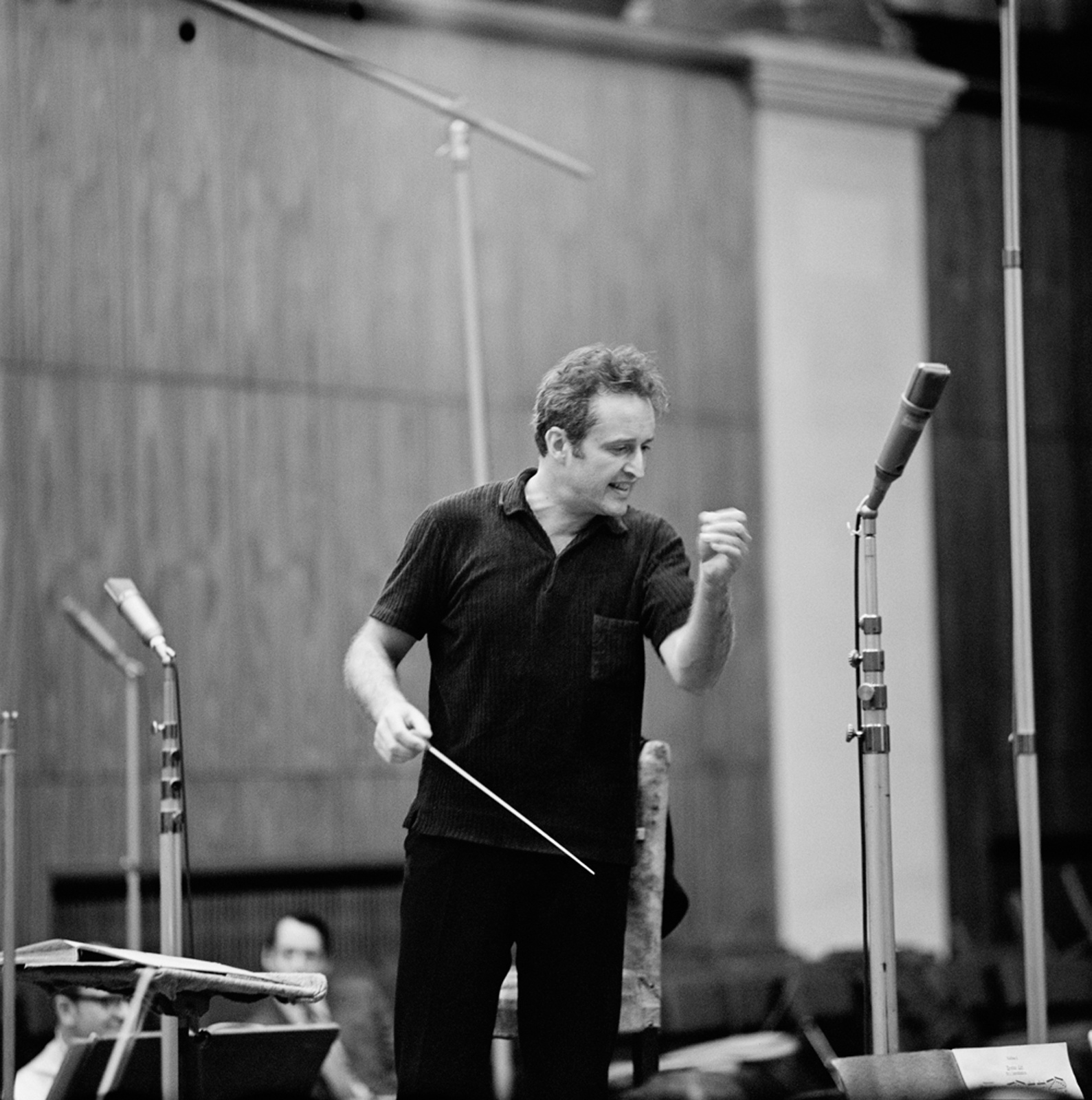
Carlos Kleiber alla direzione della Staatskapelle di Dresda

Nikisch portò la London Symphony Orchestra in tournée per gli Stati Uniti d'America nell'aprile 1912, la prima tournée intercontinentale di un'orchestra europea. Realizzò anche la prima registrazione sonora completa di una sinfonia: la Quinta di Beethoven con i Berliner Philharmoniker nel novembre 1913. Nikisch fu anche il primo direttore a essere ripreso per il cinema nella sua arte, in un film muto. La pellicola conferma le storie sull'uso particolarmente magnetizzante che faceva del suo sguardo per esprimersi al meglio nella comunicazione con l'orchestra. Effettivamente, direttori come Fritz Reiner affermarono anni dopo di essere stati influenzati nella loro direzione dai suddetti aspetti della tecnica di Nikisch. Poco più giovane di Nikisch era il compositore Gustav Mahler, che fu ampiamente celebrato come direttore d'orchestra.
La generazione di direttori successiva a Nikisch presero a lasciare evidenti tracce della loro arte con largo uso della registrazione discografica. Due direttori considerati tra i più grandi di sempre e di cui restano innumerevoli registrazioni particolarmente importanti sono l'italiano Arturo Toscanini e il tedesco Wilhelm Furtwängler. Spesso e talvolta non accuratamente trattati come esempi agli antipodi interpretativi, differivano sostanzialmente nella tecnica pratica e teorica della direzione. Toscanini aveva spesso suonato in orchestre diretto da Giuseppe Verdi e aveva fatto il suo debutto da direttore con Aida nel 1886, sostituendo all'ultimo momento un direttore indisposto. È oggi considerato da autorità come James Levine come il più grande interprete verdiano di tutti i tempi. Il repertorio di Toscanini era comunque vasto, ed egli stesso veniva apprezzato piuttosto per le esecuzioni dei sinfonisti tedeschi quali Beethoven e Brahms, preferendo tempi più rapidi e scanditi che quelli, per esempio, di Bülow o, prima di lui, di Wagner. Nonostante ciò, il suo stile mostra più flessibilità di quanto ne potrebbe suggerire la sua reputazione, e ciò gli permise di ottenere dalle orchestre un'analisi del dettaglio musicale e un suono cantabile.
Furtwängler è da molti considerato il miglior interprete di Wagner di sempre, nonostante anche Toscanini fosse ammirato in questo frangente, e di Bruckner. Dirigeva Beethoven e Brahms con un tempo piuttosto flessibile – ma in generale in un modo che rivelava particolarmente chiare la struttura e la direzione della musica. Fu anche un apprezzato compositore e pianista, e alunno del teorista Heinrich Schenker, che enfatizzò il problema delle tensioni e risoluzioni armoniche "nascoste" in un pezzo, cavallo di battaglia della direzione di Furtwängler. Insieme a questo suo interesse per la visione macroscopica di un brano, Furtwängler modellava in modo accurato ed espressivo anche i rilievi più dettagliati del fenomeno compositivo.
I due direttori avevano due tecniche completamente differenti: quella di Toscanini era di tradizione italiana, con una bacchetta lunga e larga e pulsazioni chiare, spesso senza usare la mano sinistra. Furtwängler invece batteva il tempo apparentemente con meno precisione, poiché voleva un suono più rotondo, nonostante sia un mito quello della sua tecnica vaga e incomprensibile: molti musicisti hanno testimoniato che era semplice seguirlo nelle sue direttive. Presa una qualsiasi delle loro performance, essa è un esempio lampante di come la tecnica direttoriale non fosse regolamentata né standardizzata nella prima metà del ventesimo secolo. Difatti, grandi direttori della metà del Novecento quali Leopold Stokowski, Otto Klemperer, Herbert von Karajan e Leonard Bernstein – fra le altre cose, il primo direttore americano a riscuotere successo e fama a livello internazionale – avevano modalità di direzione molto varie.
Karajan e Bernstein formarono un altro degli apparenti antipodi interpretativi fra gli anni Sessanta e gli anni Ottanta: Karajan direttore principale dei Berliner Philharmoniker nel periodo '55-'89 e Bernstein, per parte degli stessi anni, con la New York Philharmonic ('57–'69), e più tardi spesso direttore ospite in Europa. La tecnica di Karajan era ben controllata, tanto da permettergli di dirigere a occhi chiusi; Bernstein, dall'altra parte, era molto evidente nelle sue espressioni facciali ed espressivo coi movimenti del corpo. Karajan poteva dirigere per ore senza muovere mai i piedi, mentre Bernstein era conosciuto per i suoi balzi in aria all'arrivo di un grande climax. Come direttore dei Berliner, Karajan coltivava una bellezza calda e morbida del suono, talvolta criticata perché applicata troppo uniformemente in differenti ambiti. Dall'altra parte, nell'unico concerto di Bernstein coi Berliner – nel 1979, con la Nona di Mahler – il direttore cercò di far produrre all'orchestra una qualità di suono esplicitamente sgradevole in certi passaggi, che secondo il parere dell'interprete erano potentemente espressivi musicalmente. Un aneddoto racconta che il primo corno si rifiutò di seguire le indicazioni, tanto da accettare, alla fine, che un sostituto facesse la sua parte in quel punto della partitura.
Sia Karajan sia Bernstein fecero un grande uso del progresso tecnologico dei media per trasmettere la loro arte, ma in modi visibilmente diversi. Bernstein organizzò la prima grande serie televisiva in prima serata a raggiungere un vasto pubblico, soprattutto giovanile, nell'educazione alla musica classica. Karajan realizzò una serie di film in età avanzata, ma in essi non parlava. Entrambi i direttori registrarono copiosamente, ma la loro attitudine verso l'industria discografica differiva per il fatto che Karajan era all'avanguardia nello sfruttare gli avanzamenti di tali tecnologie per nuove registrazioni in studio, cosa che lo affascinava – ebbe un ruolo anche nello scegliere le specifiche del CD – mentre Bernstein, nei suoi giorni con la New York Philharmonic, volle insistere soprattutto su registrazioni dal vivo di concerti, secondo la sua convinzione dell'indispensabilità di un pubblico nell'esecuzione musicale.
Nell'ultimo trentennio del Novecento le tecniche dei direttori – in particolare la bacchetta nella mano destra – si standardizzarono in gran parte. Direttori come Willem Mengelberg ad Amsterdam fino alla fine della seconda guerra mondiale avevano spesso la possibilità di fare lunghe prove con le orchestre, forgiandone con accuratezza il suono, sconfinando in tecniche idiosincratiche.
Carlos Kleiber, risultato nel 2011 il più grande direttore d'orchestra di tutti i tempi, secondo il voto dei suoi colleghi, fu un esecutore estremamente scrupoloso; con un perfezionismo quasi maniacale era solito approfondire la conoscenza e l'esecuzione dei singoli brani tanto da aver limitato fortemente il suo repertorio. Personalità estremamente riservata, era noto per la grande educazione e gentilezza con cui collaborava con i membri dell'orchestra da cui però pretendeva al medesimo tempo lo stesso perfezionismo che applicava a sé stesso.
Oggi i direttori moderni, d'altro canto, che hanno meno tempo da spendere con l'orchestra da dirigere, devono ottenere buoni risultati in un tempo di prova molto ridotto. Una tecnica di direzione standardizzata, allora, favorisce una comunicazione molto più rapida con l'orchestra. Nonostante ciò, queste modalità di direzione mostrano comunque una grande varietà di stili, in particolare nella scelta sull'uso della mano sinistra, delle espressioni facciali e visive, e del linguaggio del corpo.
Tutta questa serie di circostanze e concatenazioni di generazioni di musicisti contribuì a formare la contemporanea figura del direttore d'orchestra, che, già a partire dagli ultimi decenni del XIX secolo, è l'artista di riferimento fondamentale sia nelle rappresentazioni operistiche sia in quelle esclusivamente strumentali.

## Direttori celebri
- François-Antoine Habeneck (1781-1849)
- Hans von Bülow (1830-1894)
- Arthur Nikisch (1855-1922)
- Leopoldo Mugnone (1858-1941)
- Gustav Mahler (1860-1911)
- Richard Strauss (1864-1949)
- Arturo Toscanini (1867-1957)
- Willem Mengelberg (1871-1951)
- Sergej Aleksandrovič Kusevickij (1874-1951)
- Pierre Monteux (1875-1964)
- Bruno Walter (1876-1962)
- Thomas Beecham (1879-1961)
- Leopold Stokowski (1882-1977)
- Ernest Ansermet (1883-1969)
- Otto Klemperer (1885-1973)
- Wilhelm Furtwängler (1886-1954)
- Hans Knappertsbusch (1888-1965)
- Fritz Reiner (1888-1963)
- Erich Kleiber (1890-1956)
- Victor de Sabata (1892-1967)
- Karl Böhm (1894-1981)
- Dimitri Mitropoulos (1896-1960)
- George Szell (1897-1970)
- John Barbirolli (1899-1970)
- Eugene Ormandy (1899-1985)
- Alfredo Antonini (1901-1983)
- Eugen Jochum (1902-1987)
- Evgenij Mravinskij (1903-1988)
- Herbert von Karajan (1908-1989)
- Rudolf Kempe (1910-1976)
- Franco Ferrara (1911-1985)
- Sergiu Celibidache (1912-1996)
- Erich Leinsdorf (1912-1993)
- Georg Solti (1912-1997)
- Carlo Maria Giulini (1914-2005)
- Rafael Kubelík (1914-1996)
- Leonard Bernstein (1918-1990)
- Guido Cantelli (1920-1956)
- Wolfgang Sawallisch (1923-2013)
- Georges Prêtre (1924-2017)
- Pierre Boulez (1925-2016)
- Klaus Tennstedt (1926-1998)
- Colin Davis (1927-2013)
- Carlos Kleiber (1930-2004)
- Lorin Maazel (1930-2014)
- Thomas Schippers (1930-1977)
- Claudio Abbado (1933-2014)
- Seiji Ozawa (1935-2024)
- Charles Dutoit (1936)
- Zubin Mehta (1936)
- Yuri Temirkanov (1938-2023)
- Riccardo Muti (1941)
- Daniel Barenboim (1942)
- James Levine (1943-2021)
- Jeffrey Tate (1943-2017)
- Giuseppe Sinopoli (1946-2001)
- Riccardo Chailly (1953)
- Chung Myung-whun (1953)
- Simon Rattle (1955)
- Christian Thielemann (1959)
- Daniele Gatti (1961)
- Gustavo Dudamel (1981)

### Collaborazioni celebri fra direttori e orchestre
Il direttore d'orchestra può esercitare un'influenza sulla compagine orchestrale che gli viene affidata, formando un vero e proprio stile dell'orchestra. Questa influenza è spesso subordinata alla lunghezza della collaborazione.
- Willem Mengelberg con l'Orchestra reale del Concertgebouw
- Eugene Ormandy con l'Orchestra di Filadelfia
- George Szell con l'Orchestra di Cleveland
- Seiji Ozawa con la Boston Symphony Orchestra
- Herbert von Karajan coi Berliner Philharmoniker
- Arturo Toscanini con la NBC Symphony Orchestra
- Ernest Ansermet con l'Orchestre de la Suisse Romande
- Sergiu Celibidache coi Münchner Philharmoniker
- Frederick Stock, Fritz Reiner e Georg Solti con la Chicago Symphony Orchestra
- Riccardo Muti con l'Orchestra del Teatro alla Scala
- Wolfgang Sawallisch con la Bayerisches Staatsorchester
- James Levine con la Metropolitan Opera Orchestra

## Tecnica

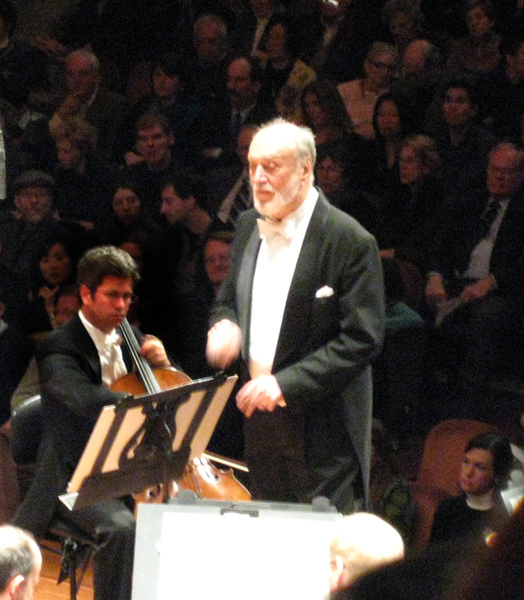
Kurt Masur nel 2007 mentre dirige (senza bacchetta)

L'arte di dirigere un'orchestra consiste nel comunicare le intenzioni artistiche e tecniche ai musicisti durante l'esecuzione di un brano.
Non esistono regole definite per la direzione, ma ovviamente le responsabilità di base di un direttore sono quelle di stabilire il tempo e le dinamiche, interagendo con i musicisti in maniera da strutturare armoniosamente il suono d'insieme.
L'abilità nel comunicare e interagire con i musicisti è una caratteristica fondamentale di ogni direttore, ed è tipicamente personale e istintiva, ed è in genere accompagnata da una mimica facciale e da gesti coreografici, spesso mediante l'utilizzo di una bacchetta.
Il tempo viene in genere scandito dal direttore impugnando una bacchetta. Per alcuni direttori la bacchetta non è necessaria: fra i numerosi direttori che ne evitavano l'uso troviamo Vasilij Il'ič Safonov, Leopold Stokowski, Pierre Boulez, Dimitri Mitropoulos, Kurt Masur, James Conlon, Yuri Temirkanov, Nikolaus Harnoncourt e, per un periodo, Eugene Ormandy. Si può genericamente distinguere lo stile di un direttore d'orchestra da quello di un direttore di coro, di orchestra jazz o di banda musicale in quanto sovente questi ultimi utilizzano le mani e solo raramente la bacchetta.
Le mani tracciano nell'aria delle forme che variano a seconda del metro e che si ripetono in ogni battuta (analogamente alla tecnica classica del solfeggio). I movimenti verso il basso rappresentano gli accenti forti della battuta (battere) mentre quelli verso l'alto gli accenti deboli (levare). Le dinamiche (piano, forte) vengono in genere indicate mediante l'ampiezza dei movimenti e con espressioni gestuali della mano libera.
| Tipici movimenti della bacchetta in relazione al metro musicale |                        |           |     |           |
| Bacchetta e partitura                                           | 2/4, 2/2, o 6/8 veloce | 3/4 o 3/8 | 4/4 | 6/8 lento |
|                                                                 |                        |           |     |           |